# Список глав Израиля

Штандарт президента Израиля

Список глав Израиля включает лиц, возглавлявших Израиль после создания его государственности, завершившей процесс, начавшийся с появлением движения политического сионизма в 1897 году. Декларация его независимости была провозглашена 14 мая 1948 года в соответствии с принятой 29 ноября 1947 года Резолюцией Генеральной Ассамблеей ООН № 181 о разделе Палестины, являвшейся подопечной территорией под управлением Соединённого королевства.
В настоящее время Президент Государства Израиль (ивр. נשיא מדינת ישראל‎, араб. رئيس دولة إسرائيل‎), исполняющий главным образом представительские и церемониальные функции (основными исполнительными полномочиями обладает глава правительства), избирается кнессетом на семилетний срок без права переизбрания (до 1998 года — не более, чем на два пятилетних срока). Его права и обязанности, порядок избрания и отрешения от должности установлены в основном законе «Президент Государства».
Использованная в первом столбце таблиц нумерация является условной; также условным является использование в первом столбце цветовой заливки, служащей для упрощения восприятия принадлежности лиц к различным политическим силам без необходимости обращения к столбцу, отражающему партийную принадлежность. В столбце «Выборы» отражены состоявшиеся выборные процедуры или иные основания получения полномочий. Для удобства список разделён на принятые в историографии периоды истории страны. Приведённые в преамбулах к каждому из разделов описания этих периодов призваны пояснить особенности её политической жизни.

## Временный Государственный совет (1948—1949)
Декларация о создании Государства Израиль была провозглашена 14 мая 1948 года Давидом Бен-Гурионом, исполнительным главой Всемирной сионистской организации и председателем Еврейского агентства для Палестины. Декларация предусматривала преобразование действовавшего с 12 апреля 1948 года Народного совета (ивр. מועצת העם‎), представляющего все политические силы от ортодоксальных иудеев до коммунистов, во Временный Государственный совет (ивр. מועצת המדינה הזמנית‎) с полуночи 14/15 мая 1948 года. Его председателем 16 мая был заочно избран находившийся в США Хаим Вейцман; на первых заседаниях совета председательствовал и документы подписывал Бен-Гурион, возглавивший Временное правительство (ивр. הממשלה הזמנית‎), пока 17 июня Временный Государственный совет не утвердил правила процедуры, предусматривающие создание канцелярии председательствующего в совете (ивр. יושבאש המועצה‎), и не избрал на этот пост Йосефа Шпринцака. Прибывший 30 сентября в Израиль Вейцман возглавил в этот день заседание совета, но на последующих сессиях председательство Шпринцака сохранилось. 25 января 1949 года состоялись выборы в Учредительное собрание, 14 февраля — его первое заседание; 16 февраля им был принят «переходный закон», рассматриваемый как временная конституция, затем собрание объявило себя законодательным органом — кнессетом, и избрало Вейцмана президентом Государства.
Курсивом и серым цветом показаны периоды исполнения функций председателя во Временном Государственном совете другими лицами за избранного его председателем Хаима Вейцмана.
|        | Портрет | Имя (годы жизни)                                                                      | Полномочия   | Полномочия      | Партия                                   | Выборы      | Должность                                                                                 | Пр.           |
| Начало | Портрет | Имя (годы жизни)                                                                      | Окончание    |                 | Партия                                   | Выборы      | Должность                                                                                 | Пр.           |
| ------ | ------- | ------------------------------------------------------------------------------------- | ------------ | --------------- | ---------------------------------------- | ----------- | ----------------------------------------------------------------------------------------- | ------------- |
| 1      |         | Давид Бен-Гурион (1886—1973) ивр. דוד בן־גוריון‎ урожд. Давид Йосеф Грин               | 15 мая 1948  | 16 мая 1948     | МАПАЙ (Партия рабочих Земли Израильской) | [ комм. 4 ] | Премьер-министр ивр. ראש הממשלה‎                                                           | [ 10 ] [ 11 ] |
| 2 (I)  |         | Хаим Азриэль Вейцман (1874—1952) ивр. חיים עזריאל ויצמן‎ урожд. Хаим Евзорович Вейцман | 16 мая 1948  | 17 февраля 1949 | Партия общих сионистов                   | [ комм. 6 ] | Председатель Временного Государственного совета ивр. נשיא מועצת המדינה הזמנית‎             | [ 12 ] [ 13 ] |
| и. о.  |         | Давид Бен-Гурион (1886—1973) ивр. דוד בן־גוריון‎ урожд. Давид Йосеф Грин               | 16 мая 1948  | 15 июля 1948    | МАПАЙ (Партия рабочих Земли Израильской) | [ комм. 7 ] | Премьер-министр ивр. ראש הממשלה‎                                                           | [ 10 ] [ 11 ] |
| и. о.  |         | Йосеф Шпринцак (1885—1959) ивр. יוסף שְׁפְּרִינְצַק‎                                          | 15 июля 1948 | 14 февраля 1949 | МАПАЙ (Партия рабочих Земли Израильской) | [ комм. 9 ] | Председательствующий Временного Государственного совета ивр. יושב-ראש מועצת המדינה הזמנית‎ | [ 14 ] [ 15 ] |

## Президенты Государства (с 1949)
Председатель Временного Государственного совета Хаим Вейцман был избран президентом Государства (ивр. נשיא המדינה‎) 16 февраля 1949 года на заседании кнессета после того, как Учредительное собрание объявило себя этим законодательным органом. Первоначально полномочия президента были привязаны к полномочиям состава кнессета, поэтому после парламентских выборов 1951 года было проведено безальтернативное голосование по новому сроку полномочий Вейцмана. При вакансии поста на период до проведения выборов временным президентом Государства становится председатель кнессета. В 1998 году было установлено, что президент Государства избирается кнессетом на семилетний срок без права переизбрания (до 1998 года — не более, чем на два пятилетних срока).
Курсивом и серым цветом показан период исполнения председателем кнессета президентских обязанностей Моше Кацава, приостановленных в связи с проведением расследования по выдвинутым против него обвинениям.
|            | Портрет         | Имя (годы жизни)                                                                      | Полномочия      | Полномочия                       | Партия                                   | Выборы                                                 | Должность                                                             | Пр.           |
| Начало     | Портрет         | Имя (годы жизни)                                                                      | Окончание       |                                  | Партия                                   | Выборы                                                 | Должность                                                             | Пр.           |
| ---------- | --------------- | ------------------------------------------------------------------------------------- | --------------- | -------------------------------- | ---------------------------------------- | ------------------------------------------------------ | --------------------------------------------------------------------- | ------------- |
| 2 (II—III) |                 | Хаим Азриэль Вейцман (1874—1952) ивр. חיים עזריאל ויצמן‎ урожд. Хаим Евзорович Вейцман | 17 февраля 1949 | 25 ноября 1951                   | Партия общих сионистов                   | 1949                                                   | Президент Государства ивр. נשיא המדינה‎                                | [ 12 ] [ 13 ] |
| 2 (II—III) | 25 ноября 1951  | Хаим Азриэль Вейцман (1874—1952) ивр. חיים עזריאל ויצמן‎ урожд. Хаим Евзорович Вейцман | 9 ноября 1952   | 1951                             | Партия общих сионистов                   |                                                        | Президент Государства ивр. נשיא המדינה‎                                | [ 12 ] [ 13 ] |
| и. о.      |                 | Йосеф Шпринцак (1885—1959) ивр. יוסף שְׁפְּרִינְצַק‎                                          | 9 ноября 1952   | 10 декабря 1952                  | МАПАЙ (Партия рабочих Земли Израильской) | [ комм. 11 ]                                           | Временный президент Государства ивр. נשיא המדינה בפועל‎                | [ 14 ] [ 15 ] |
| 3 (I—III)  |                 | Ицхак Бен-Цви (1884—1963) ивр. יצחק בן צבי‎ урожд. Ицхок Шимшилевич                    | 10 декабря 1952 | 30 октября 1957                  | МАПАЙ (Партия рабочих Земли Израильской) | 1952                                                   | Президент Государства ивр. נשיא המדינה‎                                | [ 16 ] [ 17 ] |
| 3 (I—III)  | 30 октября 1957 | Ицхак Бен-Цви (1884—1963) ивр. יצחק בן צבי‎ урожд. Ицхок Шимшилевич                    | 30 октября 1962 | 1957                             | МАПАЙ (Партия рабочих Земли Израильской) |                                                        | Президент Государства ивр. נשיא המדינה‎                                | [ 16 ] [ 17 ] |
| 3 (I—III)  | 30 октября 1962 | Ицхак Бен-Цви (1884—1963) ивр. יצחק בן צבי‎ урожд. Ицхок Шимшилевич                    | 23 апреля 1963  | 1962                             | МАПАЙ (Партия рабочих Земли Израильской) |                                                        | Президент Государства ивр. נשיא המדינה‎                                | [ 16 ] [ 17 ] |
| и. о.      |                 | Каддиш Луз (1895—1972) ивр. קדיש לוז‎ урожд. Кадиш Лозинский                           | 23 апреля 1963  | 22 мая 1963                      | МАПАЙ (Партия рабочих Земли Израильской) | [ комм. 12 ]                                           | Временный президент Государства ивр. נשיא המדינה בפועל‎                | [ 18 ] [ 19 ] |
| 4 (I—II)   |                 | Шнеур Залман Шазар (1889—1974) ивр. שניאור זלמן שזר‎ урожд. Шнеер Залмен Рубашов       | 22 мая 1963     | 26 марта 1968                    | МАПАЙ (Партия рабочих Земли Израильской) | 1963                                                   | Президент Государства ивр. נשיא המדינה‎                                | [ 20 ] [ 21 ] |
| 4 (I—II)   | 26 марта 1968   | Шнеур Залман Шазар (1889—1974) ивр. שניאור זלמן שזר‎ урожд. Шнеер Залмен Рубашов       | 24 мая 1973     | 1968                             | МАПАЙ (Партия рабочих Земли Израильской) |                                                        | Президент Государства ивр. נשיא המדינה‎                                | [ 20 ] [ 21 ] |
| 5          |                 | Эфраим Кацир (1916—2009) ивр. אפרים קציר‎ урожд. Эфраим Юдель-Гершевич Качальский      | 24 мая 1973     | 29 мая 1978                      | Блок Авода — МАПАМ (Маарах)              | 1973                                                   | Президент Государства ивр. נשיא המדינה‎                                | [ 22 ] [ 23 ] |
| 6          |                 | Ицхак Рахамим Навон (1921—2015) ивр. יצחק רחמים נבון‎                                  | 29 мая 1978     | 5 мая 1983                       | Блок Авода — МАПАМ (Маарах)              | 1978                                                   | Президент Государства ивр. נשיא המדינה‎                                | [ 24 ] [ 25 ] |
| 7 (I—II)   |                 | Хаим Герцог (1918—1997) ивр. חיים הרצוג‎                                               | 5 мая 1983      | 9 мая 1988                       | Блок Авода — МАПАМ (Маарах)              | 1983                                                   | Президент Государства ивр. נשיא המדינה‎                                | [ 26 ] [ 27 ] |
|            | 9 мая 1988      | Хаим Герцог (1918—1997) ивр. חיים הרצוג‎                                               | 13 мая 1993     | Авода (Израильская партия труда) | 1988                                     |                                                        | Президент Государства ивр. נשיא המדינה‎                                | [ 26 ] [ 27 ] |
| 8 (I—II)   |                 | Эзер Вейцман (1924—2005) ивр. עזר ויצמן‎                                               | 13 мая 1993     | Авода (Израильская партия труда) | 18 мая 1998                              | 1993                                                   | Президент Государства ивр. נשיא המדינה‎                                | [ 28 ] [ 29 ] |
| 8 (I—II)   | 18 мая 1998     | Эзер Вейцман (1924—2005) ивр. עזר ויצמן‎                                               | 12 июля 2000    | Авода (Израильская партия труда) | 1998                                     |                                                        | Президент Государства ивр. נשיא המדינה‎                                | [ 28 ] [ 29 ] |
| и. о.      |                 | Аврахам Бург (1955—) ивр. אברהם בורג‎                                                  | 12 июля 2000    | 1 августа 2000                   | Единый Израиль                           | [ комм. 16 ]                                           | Исполняющий обязанности Президента Государства ивр. נשיא המדינה בפועל‎ | [ 30 ] [ 31 ] |
| 9          |                 | Моше Кацав (1945—) ивр. משה קצב‎                                                       | 1 августа 2000  | 1 июля 2007                      | Ликуд                                    | 2000                                                   | Президент Государства ивр. נשיא המדינה‎                                | [ 32 ] [ 33 ] |
| и. о.      |                 | Далия Ицик (1952—) ивр. דליה איציק‎ урожд. Далия Балас ивр. דליה בלאס‎                  | 25 января 2007  | 1 июля 2007                      | Кадима                                   | [ комм. 18 ]                                           | Председатель Кнессета ивр. יושב ראש הכנסת‎                             | [ 34 ] [ 35 ] |
| и. о.      | 1 июля 2007     | Далия Ицик (1952—) ивр. דליה איציק‎ урожд. Далия Балас ивр. דליה בלאס‎                  | 15 июля 2007    | [ комм. 19 ]                     | Кадима                                   | Временный президент Государства ивр. נשיא המדינה בפועל‎ |                                                                       | [ 34 ] [ 35 ] |
| 10         |                 | Шимон Перес (1923—2016) ивр. שמעון פרס‎ урожд. Шимон Перский пол. Szymon Perski        | 15 июля 2007    | 27 июля 2014                     | Кадима                                   | 2007                                                   | Президент Государства ивр. נשיא המדינה‎                                | [ 36 ] [ 37 ] |
| 11         |                 | Реувен Ривлин (1939—) ивр. ראובן ריבלין‎                                               | 28 июля 2014    | 10 июля 2021                     | Ликуд                                    | 2014                                                   | Президент Государства ивр. נשיא המדינה‎                                | [ 38 ] [ 39 ] |
| 12         |                 | Ицхак Герцог (1960—) ивр. יצחק הרצוג‎                                                  | 10 июля 2021    | действующий                      | Авода (Израильская партия труда)         | 2021                                                   | Президент Государства ивр. נשיא המדינה‎                                | [ 40 ] [ 41 ] |